# Unterseeboot 462
Le Unterseeboot 462 (U-462) est un U-boot type XIV en service dans la Kriegsmarine lors de la Seconde Guerre mondiale.

## Historique
Comme tous les sous-marins de type XIV, l'U-462 est un ravitailleur de sous-marins. C'est une « vache-à-lait » (Milchkuh) de la Ubootwaffe (force sous-marine). Il s'agit d'un grand sous-marin capable de ravitailler en gas-oil, en torpilles et en munitions, en pièces de rechange, en vivres (25 t). Ces sous-marins embarquent du personnel médical et des spécialistes (mécaniciens d'armes ou motoristes, radiotélégraphistes).
De juillet 1942 à juillet 1943, l'U-462 réalise huit missions qui approvisionnent 65 U-Boote.
Il est coulé le 30 juillet 1943 par des charges de profondeur larguées d'un Halifax britannique (Squadron 502/S) et par celles des sloops britanniques HMS Wren, HMS Kite, HMS Woodpecker, HMS Wild Goose et HMS Woodcock, flottille sous les ordres du captain Frederic John Walker dans le golfe de Gascogne au nord-ouest du Cap Ortegal à la position géographique de 45° 33′ N, 10° 58′ O.
Parmi les 65 membres d'équipage, un trouve la mort lors de cette attaque.

## Affectations
- 4. Unterseebootsflottille du 5 mars 1942 au 31 juillet 1942 à Stettin en Pologne pendant sa période de formation
- 10. Unterseebootsflottille du 1er août 1942 au 31 octobre 1942 à la base sous-marine de Lorient en tant qu'unité combattante
- 12. Unterseebootsflottille du 1er novembre 1942 au 30 juillet 1943 à la base sous-marine de Bordeaux en tant qu'unité combattante

## Commandement
- Oberleutnant zur See Bruno Vowe du 5 mars 1942 au 30 juillet 1943

## Navires coulés
- L'Unterseeboot 462, ayant un rôle de ravitailleur de sous-marin et n'étant pas armé de torpilles, n'a ni coulé, ni endommagé de navires pendant ses 6 patrouilles.

### Référence
1. ↑  cf. W. Frank (1965) p. 234-235
2. ↑  cf. W. Frank (1965) p. 47-48